# Nederländerna i olympiska vinterspelen 1928
Nederländerna deltog med 7 deltagare vid de olympiska vinterspelen 1928 i Sankt Moritz. Ingen av landets deltagare erövrade någon medalj.